# Unespichnium
Unespichnium (лат.) — ихнород растительноядных орнитоподовых динозавров из нижней юры Южной Америки. Типовой и единственный ихновид Unespichnium ornithopodianus назван и описан Bertini и Carvalho в 2003 году. Родовое имя дано в честь Университета Сан-Паулу, где работают авторы, а видовое ссылается на предполагаемого хозяина следа, который, вероятно, принадлежит орнитоподу.

## История исследования
Голотип URC R-66, представляющий собой дорожку из четырёх следов, обнаружен в формации Botucatu, штат Сан-Паулу, Бразилия.

## Описание и систематика
Следы трёхпалые. Длина шагов 634 мм, угол между следами 160 градусов, длина стопы 163 мм, ширина стопы 145 мм.
Морфология и размеры следов указывают, что их оставил небольшой или среднего размера орнитопод. Некоторые следы демонстрируют наличие пальцев, а на их концах маленькие когти/копытца. В высоту динозавр был примерно 1,8 м, а в длину около 2,5 м.